# Partito Verde degli Stati Uniti
Il Partito Verde degli Stati Uniti (in inglese Green Party of the United States, GPUS) è un partito politico degli Stati Uniti d'America fondato nel 2001.

## Risultati elettorali
| Elezione           | Candidato presidente | Candidato vice presidente | Voti      | %    |
| ------------------ | -------------------- | ------------------------- | --------- | ---- |
| Presidenziali 2000 | Ralph Nader          | Winona LaDuke             | 2.882.955 | 2,7  |
| Presidenziali 2004 | David Cobb           | Patricia LaMarche         | 119.859   | 0,1  |
| Presidenziali 2008 | Cynthia McKinney     | Rosa Clemente             | 161.797   | 0,12 |
| Presidenziali 2012 | Jill Stein           | Cheri Honkala             | 469.627   | 0,4  |
| Presidenziali 2016 | Jill Stein           | Ajamu Baraka              | 1.457.216 | 1,07 |
| Presidenziali 2020 | Howie Hawkins        | Angela Walker             | 405.034   | 0,3  |
| Presidenziali 2024 | Jill Stein           | Butch Ware                | 871.400   | 0,55 |

## Simboli

Simbolo ufficiale
Simbolo elettorale attualmente in uso